# Niel Barnard
Lukas Daniel Barnard, auch Niël Barnard (* 14. Juni 1949 in Otjiwarongo, Südwestafrika; † 13. Januar 2025 in Gansbaai), war ein südafrikanischer Politikwissenschaftler und Chef des Nachrichtendienstes NIS. In der Zeit der Präsidentschaft von Frederik Willem de Klerk entwickelte sich Barnard zum Wegbereiter für die Freilassung von Nelson Mandela und im Verlauf der Codesa-Verhandlungen zu einem führenden Akteur des sich dabei abzeichnenden Demokratisierungsprozesses in Südafrika.

## Leben

### Kindheit und Jugend
Niel Barnard verlebte seine Kindheit in der Familie des Schulinspektors Nicolaas Evehardus Barnard und dessen Frau Magdalena Catharina (geborene Beukes). Zusammen mit drei weiteren Brüdern – er war das zweite Kind der Eltern – wuchs Barnard in Südwestafrika auf. In seinem Geburtsort absolvierte er 1967 die Prüfungen zu seinem Matric und leistete danach in Kimberley seinen Militärdienst.

### Akademischer Werdegang
An der Universiteit van die Oranje-Vrystaat (UOVS) in Bloemfontein erwarb Barnard seinen ersten akademischen Grad, einen Bachelor in den Bereichen der Politik- und Geschichtswissenschaften. Seinen Master erlangte er 1972 mit einer Arbeit bezüglich eines modernen theoretischen Denkansatzes in den internationalen Beziehungen (afrikaans: Moderne teoretiese benaderings van internasionale verhoudinge).
Die Universitätsausbildung schloss Barnard 1973 an der UOVS mit einer Dissertation unter dem Titel „Der Machtfaktor in internationalen Beziehungen“ (afrikaans: Die Magsfaktor in Internasionale Verhoudinge; englisch: The Power Factor in International Relations). Mit dieser Arbeit erlangte er seinen Ph.D. in Politikwissenschaften, in dessen Folge Barnard als Dozent (Lecturer) auf diesem Wissenschaftsgebiet an seiner Alma Mater tätig wurde. Im Jahr 1977 rückte er zum Senior Lecturer auf und mit Wirkung zum 1. Januar 1978 erfolgte die Berufung auf den Lehrstuhl für politische Studien. Im selben Jahr seiner Berufung erschien in Johannesburg von ihm eine Universitätsschrift mit dem Titel Konflik en order in internasionale verhoudinge (deutsch etwa: „Konflikt und Herrschaft in internationalen Beziehungen“). Darin befasste sich Barnard auch mit Aspekten des Abschreckungspotenzials von Nuklearwaffen. Es folgten Arbeiten zur damaligen Bedrohungslage des Apartheidstaates, über ausländische Strategien der Diplomatie gegen die herrschende Staatsdoktrin in Südafrika sowie über die Situation Angolas im Kalten Krieg.
Für ein Forschungsprojekt zu Fragen der Nuklearstrategie weilte Barnard 1979 sechs Monate in den Vereinigten Staaten. Im Verlaufe dieses Aufenthaltes arbeitete er am Center for Strategic and International Studies der Georgetown University.
Während seiner Zeit an der Universität in Bloemfontein war Barnard nebenamtlich im Free State Command tätig und unterstützte eine Kommission zur Untersuchung der Sicherheitsgesetzgebung in den späten 1970er Jahren.

### Nachrichtendienstlicher Werdegang
Im November 1979 kündigte Premierminister Pieter Willem Botha an, dass Niel Barnard dem bisherigen Generaldirektor (Director-General) des Department of National Security (DONS), Alexander van Wyk, nach dessen Rücktritt im Verlauf des Informationsskandals von 1977–79 folgen soll. Diese Entscheidung löste eine kontroverse Diskussion aus, weil Barnard zu diesem Zeitpunkt erst 30 Jahre alt war und ihm zudem die nachrichtendienstliche Berufserfahrung fehlte. Botha und Barnard hatten zuvor noch kein Zusammentreffen gehabt.
Im Zuge der Ernennung Niel Barnards zum Generaldirektor des Nachrichtendienstes erfolgte dessen Umbenennung in National Intelligence Service (NIS). Neben zahlreichen anderen Aufgaben war diese Behörde mit der Koordinierung der sicherheitsdienstlichen Aktivitäten Südafrikas befasst. Das bewirkte nun eine voranschreitende Kooperation mit dem Militärgeheimdienst (Division Military Intelligence) und der Security Branch der SAP, die wiederum enge Verbindungen zum damaligen Außenministerium unterhielt. Das neue organisatorische Instrument zu diesem Zweck war das Co-ordinating Intelligence Committee (CIC) unter seiner Leitung.
Im Verlaufe Bothas Amtsperiode als südafrikanischer Staatspräsident (1984–1989) war Niel Barnard Mitglied des State Security Council (SSC) und dadurch in der Lage, auf das vom SSC gesteuerte National Security Management System Einfluss zu nehmen. Als diese Sicherheitsstruktur im Dezember 1989 zum National Co-ordinating Mechanism (NCM) transformiert wurde, übernahm Barnard die Führung eines Ausschusses für nationale Sicherheit.
In einem am 2. Dezember 1985 geführten Gespräch zwischen Niel Barnard und dem PFP-Chef Frederik van Zyl Slabbert warnte der Parteichef den Nachrichtendienst vor dem „voranschreitenden Verfall der inneren und äußeren Situation des Landes“. Nötig wäre nach Auffassung von Slabbert eine Initiative zur Entschärfung der Unruhen und Beendigung des „laufenden Spiels“. Das erfordere seiner Meinung nach ein „politisches Paket“, das die Aufhebung aller Apartheidgesetze, die Wiederherstellung der zivilgesellschaftlichen Organisationen unabhängig ihrer Bevölkerungsgruppe, die Freilassung von Nelson Mandela und aller anderen politischen Gefangenen sowie die Legalisierung des ANC zur Folge haben solle. Die Sicherheitskräfte müssten sich über die bestehende Situation Klarheit verschaffen und die Disziplin in den Diensten müsse aufrechterhalten werden. Slabbert betonte dabei, dass die mangelnde Disziplin in der Polizei zu diesem Zeitpunkt ein enormes Problem darstelle und er selbst kein Handlungskonzept für diese Situation vorschlagen könne, jedoch die Zukunft des Landes in Gefahr sehe. Er berichtete dem NIS-Chef über das durch die Sicherheitskräfte zerrüttete Verhältnis zwischen der weißen und Coloured-Bevölkerung im Westteil der Kapprovinz, über Polizeiexzesse in deren östlichem Teil (später Eastern Cape) sowie über die prekäre Lage von Kindern und Jugendlichen in den Haftanstalten. Slabbert beklagte rechtsextreme Tendenzen in Teilen der Sicherheitskräfte, die seiner Meinung nach ihre Ursachen in Bürokratieproblemen der gesamtstaatlichen Machtstruktur hätten. Seine Aufzeichnungen über dieses Gespräch mit Neil Barnard wurden im März 1986 veröffentlicht.
Die Forderungen Slabberts nach einem „politischen Paket“ der Reformen deckten sich weitgehend mit einem im Oktober 1986 vom US-Kongress verabschiedeten Gesetz, dem Comprehensive Anti-Apartheid Act of 1986 (US-Präsident Ronald Reagan).
Zwischen 1988 und 1989 beteiligte sich Barnard maßgeblich an Friedensverhandlungen für Namibia und Angola. Dazu nahm er an Gesprächen in Brazzaville und New York teil.
Die ersten geheimen Treffen von Regierungsvertretern mit Mandela im Jahre 1988 und vor dessen Freilassung wurden von Neil Barnard vorbereitet und geleitet. Zusammen mit dem Justizminister Hendrik Jacobus Coetsee kam Barnard mit Nelson Mandela im Pollsmoor-Gefängnis mehrmals zu Gesprächen zusammen, in deren Ergebnis schließlich 1990 die Freilassung Mandelas und die Aufhebung des Tätigkeitsverbots vieler Oppositionsgruppen stand.
Vor der Wahrheits- und Versöhnungskommission sagte Barnard 1997 aus, dass es sich beim NIS um einen der hervorragend organisierten Nachrichtendienste in der Welt gehandelt hatte. Er begründete diese Einschätzung u. a. mit der umfassenden Ausbildung für NIS-Mitarbeiter an der National Intelligence Academy.

### Tätigkeiten nach dem NIS
Als sich 1991 die Verhandlungen der De-Klerk-Regierung mit dem ANC festigten, konnte Neil Barnard hierzu im Hintergrund eine aktive Rolle spielen. Sein diesbezügliches Engagement ergab im Jahr 1992, dass er als offizieller Regierungsvertreter am Codesa-Verhandlungsprozess beteiligt war. Die Führungsfunktion an der Spitze des NIS endete am 31. Januar 1992.
Am 1. Februar 1992 übernahm Barnard die Leitung des Constitutional Development Service (deutsch etwa: „Büro für Verfassungsentwicklung“) im Ministerium für Provincial Affairs and Constitutional Development unter Roelf Meyer. Damit hielt er auch weiterhin eine Position innerhalb der südafrikanischen Regierung, nun im Rang eines Generaldirektors (etwa: beamteter Staatssekretär). Diese Funktion übte er bis zum 30. November 1996 aus.
Später wechselte Barnard in die Verwaltung der Provinz Western Cape, wo er als höchster außerpolitischer Vertreter im Rang eines Generaldirektors (Director General of the Provincial Administration of the Province of the Western Cape) die Provinzverwaltung leitete. Diese Funktion übte er vom 1. Dezember 1996 bis zum 31. Januar 2002 aus.
Auch nach der Beendigung dieser Verwaltungslaufbahn stand Barnard innerhalb der Provinzverwaltung zu Sicherheitsaspekten, besonders bei Fragen der Spionageabwehr, Vertretern der Provinzregierung und Beamten der National Intelligence Agency zur Verfügung. Von 2002 bis 2012 wirkte Neil Barnard als CEO der Bernhardt Holdings in Kapstadt, die mit Dienstleistungen zu afrikaspezifischen Themenstellungen als beratendes Unternehmen tätig ist.
Niel Barnard gründete 2009 ein Dienstleistungsunternehmen mit dem Namen Kalliston (PTY) Ltd., dessen Sitz sich im Kapstädter Stadtteil Bellville befindet. Im Jahr 2012 schlossen die State Security Agency (SSA) und Kalliston einen dreijährigen Vertrag mit einem jährlichen Grundhonorar von 17,4 Millionen Rand. Ein Sprecher des Nachrichtendienstes verweigerte auf Anfrage von Mail & Guardian eine Aussage über den Inhalt der Aufträge für Barnards Unternehmen. Kalliston bietet Leistungen mit einem nachrichtendienstlichen Erfahrungshintergrund an. Präsident Jacob Zuma soll mit Unterstützung seines damaligen Minister of State Security David Mahlobo den vertraglichen Rahmen bei einem Treffen mit Barnard im August 2014 noch erweitert haben. Seit 2016 entwickelten sich zwischen den Vertragspartnern Unstimmigkeiten in dieser Frage zu einem Rechtsstreit, da die SSA den Vertrag gekündigt haben, jedoch Präsident Zuma im genannten Gespräch ihn fortgesetzt und erweitert haben soll. Das Unternehmen klagte auf Vertragserfüllung, dadurch kamen einige Aspekte an die Öffentlichkeit. Insgesamt ging es bei der Auftragsabwicklung um Forschungsarbeiten und Berichte über Entwicklungen in den Bereichen Klimawandel sowie Nahrungsmittel-, Wasser- und Energiesicherheit. Die Ergebnisse flossen in Analysen über die Umverteilung von Land und für die Steigerung der Wettbewerbsfähigkeit Südafrikas in der Landwirtschaft ein.

### Privates
Barnard war mit Engela Brand verheiratet. Die beiden haben drei Söhne. Barnard lebte in einem nördlichen Stadtteil von Kapstadt.

## Publikationen (Auswahl)
- Moderne teoretiese benaderings van internasionale verhoudinge. Bloemfontein 1973.[18]
- Die magsfaktor in internasionale verhoudinge. Bloemfontein 1975.[18]
- The role of national intelligence in international relations. 1983 bis 1984 (mehrere Aufsätze).[18]
- Publieke administrasie en die staatkundige hervormingsproses in Suid-Afrika. In: Acta varia. Publikasiekomitee van die Universiteit van die Oranje-Vrystaat, 1992, ISBN 0-86886-479-X.[18]
- Secret Revolution. Memoirs of a Spy Boss. Tafelberg, Kapstadt 2015, ISBN 9780624074571 (Autobiographie); erschien auch auf Afrikaans: Geheime Revolusie: Memoires van ’n Spioenbaas.